# Columbus (Indiana)
Columbus es una ciudad ubicada en el condado de Bartholomew en el estado estadounidense de Indiana. En 2019 tenía una población de 48046 habitantes y una densidad poblacional de 610,12 personas por km². Se encuentra a orillas del río East Fork White, que es afluente del río Wabash, a su vez afluente del Ohio, a su vez afluente del Misisipi.

## Geografía
Columbus se encuentra ubicada en las coordenadas 39°12′35″N 85°55′4″O / 39.20972, -85.91778. Según la Oficina del Censo de los Estados Unidos, Columbus tiene una superficie total de 72.22 km², de la cual 71.22 km² corresponden a tierra firme y (1.38%) 1 km² es agua.

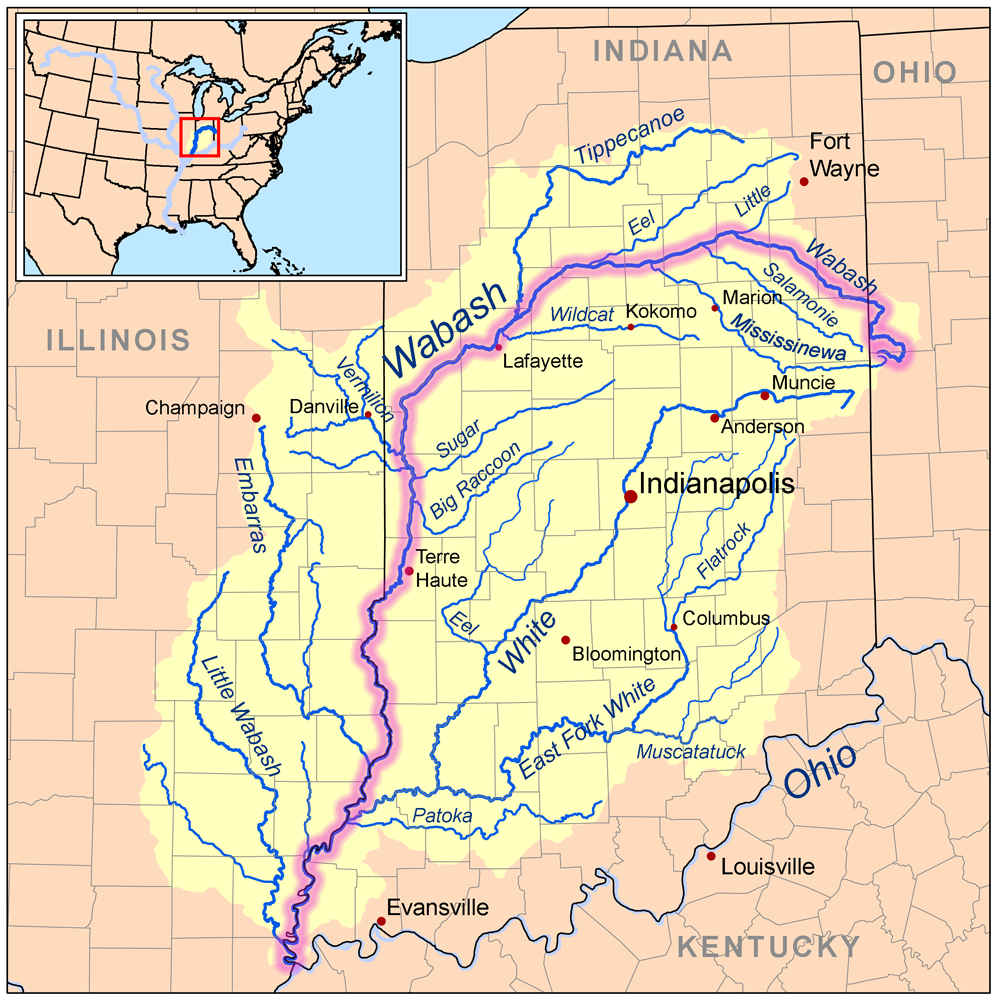
Ubicación de Columbus en un mapa de la cuenca del río Wabash

## Demografía
Según el censo de 2010, había 44061 personas residiendo en Columbus. La densidad de población era de 610,12 hab./km². De los 44061 habitantes, Columbus estaba compuesto por el 86.94% blancos, el 2.67% eran afroamericanos, el 0.24% eran amerindios, el 5.6% eran asiáticos, el 0.07% eran isleños del Pacífico, el 2.46% eran de otras razas y el 2.02% pertenecían a dos o más razas. Del total de la población el 5.84% eran hispanos o latinos de cualquier raza.